# 애브너 비버맨

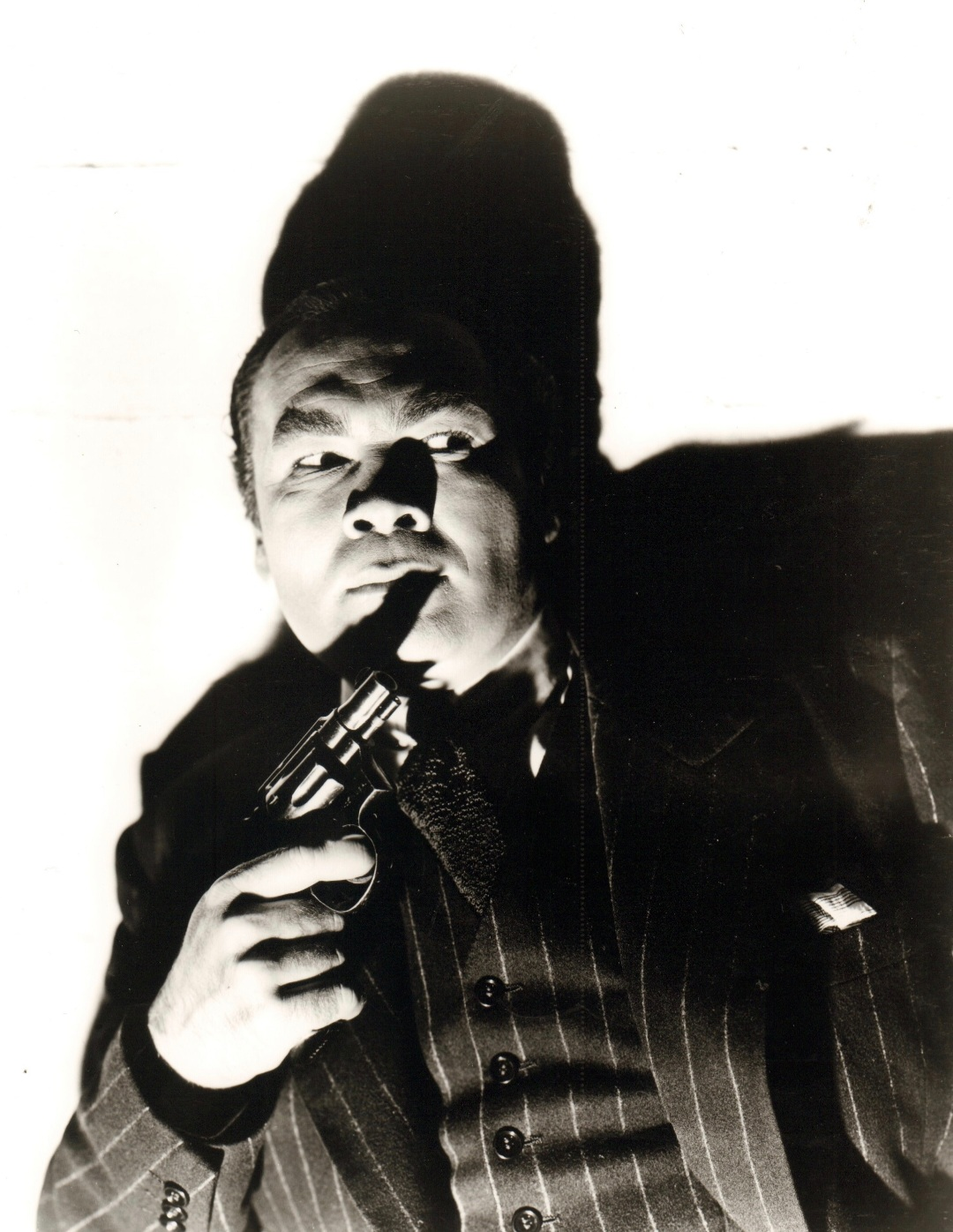

애브너 비버맨(Abner Biberman, 본명: Abner Warren Biberman, 1909년 4월 1일 ~ 1977년 6월 20일)은 미국의 배우, 감독, 각본가이다. 가명 조엘 저지(Joel Judge)를 사용하였다.
캘리포니아주 샌디에이고의 자신의 집에서 사망했다.

## 참여 작품

### 배우
- 강가딘 (영화)
- 포효하는 20년대
- 발랄라이카
- 그의 연인 프라이데이
- 모로코 가는 길
- 산 루이스 레이의 다리
- 천국의 열쇠
- 백 투 바탄
- 윈체스터 73
- 혁명아 자파타

### 감독
- 하와이 파이브-O